# Дворец культуры (Тирана)
Дворец культуры (Тирана) (алб. Pallati i Kulturës) —  дворец культуры Тираны, центр культурно-массовой и просветительской работы. Расположен на площади Скандербега. 

## История
Строительство здания началось по заказу Партии труда. Первый камень здания был символически заложен Никитой Хрущёвым в 1959 году. Строительные работы были закончены в 1963 году.

## Описание
Архитектура очень похожа на другие здания коммунистической эпохи в Восточной Европе. С момента постройки здания в нем не проводились ремонтные работы.  Дворец культуры включает в себя Национальную библиотеку и Национальный театр оперы и балета.